# نیل ای. بوید
نیل ایوانس بوید(به انگلیسی: Neal Evans Boyd) (۱۸ نوامبر ۱۹۷۵ – ۱۰ ژوئن ۲۰۱۸) خواننده سبک اپرا آمریکایی و برنده فصل سوم آمریکا استعداد دارد بود. تنها آلبوم وی "My American Dream" نام دارد که در سال ۲۰۰۹ منتشر شد وی در سال ۲۰۱۲ کاندیدای انتخابات مجلس نمایندگان ایالت میزوری شد.
او در ۱۰ ژوئن ۲۰۱۸، بر اثر مشکلات کلیه و قلب و همچنین بیماری کبد درگذشت.

## آلبوم
- ۲۰۰۹ - رؤیای آمریکایی من - My American Dream